# 石原正人
石原 正人（いしはら まさひと）は、日本のジャーナリスト、テレビプロデューサー。フジテレビジョンの元常務取締役。

## 経歴・人物
細川、村山政権で連立与党キャップ、小渕、森、小泉政権で平河・官邸キャップを務めた。『ニュースJAPAN』、『報道2001』の担当を経て、2004年から『FNNスーパーニュース』のプロデューサーを7年間務め、2011年7月から政治部長、2015年7月から報道局次長兼解説委員、2017年6月から報道局長。2019年7月1日付で秘書室長。2020年6月26日付で執行役員秘書室長。2021年6月25日付で取締役。2024年6月26日付で常務取締役。2025年3月27日付で常務取締役を退任。
私生活では、2003年5月にフリーアナウンサーの中澤有美子と結婚。

## 不祥事
中居正広・フジテレビ問題を巡り、類似事案を調査してきたフジテレビの第三者委員会は、2025年3月31日に公表した調査報告書のなかで、石原が秘書室長のとき、フジテレビに勤務していた関連会社の女性社員に対し、取引先との会合の帰りの自動車の後部座席で、手を握ったり腰に手を回したりするなどのセクハラ行為をしたことを認定した。石原は身に覚えがないと否認しているが、第三者委員会は、女性の供述は具体的で、虚偽の説明をする動機が認められないなどとした。
さらに石原は、報道局長のとき、専務取締役だった岸本一朗と共に、反町理のハラスメント問題の対応に当たったが、当時週刊誌で報じられたことを受けた会社側の対応について、第三者委員会は「女性社員の心情を無視して対外的に事実関係を否定する声明を出すことによってハラスメント行為自体を隠ぺいすることで解決を図ろうとする組織的な体質の現れであるといえる」と指摘した。
また第三者委員会は、2025年1月17日の港浩一社長（当時）の記者会見が、テレビカメラを認めない閉鎖的な方式になった問題も検証し、当日朝、報道局長が懸念を示したものの、常務の石原が「広報の調べではどの局もカメラなしです。今回はオブザーバーとして、特例で参加を認めたので、譲歩はしてます」と反論し、他局の動画取材を冒頭以外認めないという会見方式に踏み切ったと指摘した。
2025年6月5日、フジテレビは一連の問題における社内処分を発表し、石原を2か月と2週間の懲戒休職とした。雇用関係が終了しているため上記休職期間分の報酬の自主返納を求めることと、同月末までのフジテレビとの委任契約を更新しないことも合わせて発表した。